# توماش ویننتسک
توماش ویننتسک (لهستانی: Tomasz Więcek؛ زادهٔ ۲۰ اوت ۱۹۷۲) بازیگر و خواننده اهل لهستان است.
از فیلم‌ها یا مجموعه‌های تلویزیونی که وی در آن‌ها نقش داشته‌است، می‌توان به اجاره‌نشین‌ها و پدر متیو اشاره نمود.